# Новорождественка (Белгородская область)
Новорождественка — село в Волоконовском районе Белгородской области в России. Входит в состав Староивановского сельского поселения. численность населения — 396 человек.
Расположено на левом берегу реки Оскол. В 7 километрах от села находится районный центр посёлок Волоконовка, в 3 км — административный центр сельского поселения — село Староивановка. В селе есть 2 магазина хозяйственный и продуктовый, дом культуры.
На территории села расположена платформа 706 км, через которую ходит электричка Старый-Оскол — Валуйки.